# Alona sketi
Alona sketi é uma espécie de crustáceo da família Chydoridae.
É endémica da Eslovénia.
Os seus habitats naturais são: sistemas cársticos interiores.